# Larry the Cable Guy
Daniel Lawrence Whitney (Pawnee City, Nebraska, 1963. február 17.) ismertebb nevén Larry the Cable Guy  amerikai stand-up komikus, aki több, mint 30 éves karrierrel rendelkezik.
Egyike volt a Blue Collar Comedy Tour nevű formációnak, Bill Engvall-al, Ron White-tal és Jeff Foxworthy-vel együtt.
Hét nagylemezt adott ki, melyből három aranylemez lett. Több filmben is játszott.
2010. január 26.-án a History tévécsatorna készített egy sorozatot  Only in America with Larry the Cable Guy címmel, melyben Whitney felfedezte az országot, és részt vett a különféle életstílusokban, munkákban és hobbikban. Az első epizód 2011. február 8.-án mutatkozott be. Az utolsó epizód 2013. augusztus 28.-án volt.

## Élete
Daniel Lawrence Whitney néven született a Nebraska állambeli Pawnee City-ben, ahol egy disznófarmon nevelkedett. Tom és Shirley Whitney gyermeke. A floridai The King's Academy-ben járt középiskolába. Apja ebben az iskolában volt igazgató.
1982-ben érettségizett a West Palm Beach-i Berean Christian School tanulójaként. Ezután a  Baptist University of America, majd a University of Nebraska–Lincoln tanulója lett. Akcentusára texasi és georgiai szobatársai hatottak. Miután megpróbálkozott a humorral, kilépett az iskolából.
Karrierje a rádióval kezdődött, majd stand-upolni kezdett. Fellépései során tipikus "redneck" ("paraszt") külsővel lép fel, és déli tájszólással beszél. Szállóigéje a következő: "Git-R-Done!", amely az életrajzi könyvének címe is.
Ebben a könyvben elmondta, hogy folyamatosan "bekapcsolja" az akcentusát a színpadon és azon kívül is, azért, mert elfelejtheti azt, ha a rendes hangján beszél.
A nebraskai Lincolnban él, egy 73 hektáros farmon. 2005-ben elvette feleségül Carát. Egy fiuk van, Wyatt, és egy lányuk, Reagan. Szülővárosában, Pawnee City-ben utcát neveztek el róla. Pénzt adományozott a helyi középiskolának, hogy új színházi kellékeket vásároljanak.
Rajong a REO Speedwagon együttesért. 2013-ban fel is lépett az együttessel egy jótékonysági koncerten.
2010-ben 5 millió dollárt adományozott az orlandói Arnold Palmer Hospital for Children gyermekkórháznak, mely miatt 2012-ben a kórház új szárnyát "Wyatt Whitney Wing"-nek nevezték el.
Whitney jó barátja Lewis Black humoristának, annak ellenére, hogy politikai nézeteik, hátterük és humoruk mind eltérőek.

## Diszkográfia
- Law and Disorder (1995)
- Salutations and Flatulations (1997)
- Lord, I Apologize (2001)
- A Very Larry Christmas (2004)
- The Right to Bare Arms (2005)
- Morning Constitutions (2007)
- Christmastime in Larryland (2007)
- Tailgate Party (2009)
- The Best of Larry the Cable Guy (válogatáslemez, 2010)
- Them Idiots: Whirled Tour (Bill Engvall-al és Jeff Foxworthy-vel, 2012)
- We've Been Thinking (Jeff Foxworthy-vel, 2017)